# Leonidas Kampantais
Leonidas Kampantais (griechisch Λεωνίδας Καμπάνταης [lɛɔˈniðas kamˈbadai̯s]; * 8. März 1982 in Athen) ist ein griechischer Fußballprofi in Diensten von Panionios Athen. Er spielt auf der Position im Sturmzentrum und gilt als technisch versierter und „arbeitender“ Stürmer. In seiner Zeit bei Arminia Bielefeld trug er seinen Vornamen Leonidas auf dem Trikot.

## Fußballkarriere
Kampantais begann seine Fußballkarriere beim griechischen Verein Aris Thessaloniki im Jahr 2002. Dort erzielte er in 18 Spielen drei Tore. Im nächsten Karriereschritt wechselte er im Jahr 2004 zum griechischen Traditionsclub AEK Athen. Dort entwickelte er sich zum Stammspieler und schoss in der Saison 2006/07 in 22 Spielen neun Tore und bereitete zudem sieben Treffer vor. Aufgrund dieser guten Saison wurden die Scouts von Arminia Bielefeld auf ihn aufmerksam. Da sein Vertrag bei AEK auslief, lehnte er eine Vertragsverlängerung ab und schloss sich zur Saison 2007/08 dem Fußballbundesligisten Arminia Bielefeld an, wo er einen Zweijahresvertrag erhielt. Hier konnte er sich jedoch nie durchsetzen. Nach vereinzelten Einsätzen in seiner ersten Saison, in denen er ein Tor erzielte, kam er in der Saison 2008/09, auch aufgrund von Verletzungen, nicht zum Einsatz, woraufhin sein Vertrag nicht verlängert wurde und er in seine Heimat zu Olympiakos Volos wechselte. Von Olympiakos Volos verabschiedete er sich jedoch schon in der Saison 2010/11 wieder und wechselte zum griechischen Erstligisten OFI Kreta. Dort erzielte er in zwei Jahren sieben Ligaspieltore. Mittlerweile hat er den Weg zurück zum athenischen Verein Panionios Athen gefunden, wo er seit schon 2005 gespielt hat und seit der Saison 2012/13 spielt.